# Hamamelidae
Hamamelidae eller Hamamelididae var en underklass i äldre växtklassificeringssystem. I nyare system används den inte längre, då den anses vara polyfyletisk. Följande ordningar ingick i underklassen:
- Casuarinales
- Fagales
- Hamamelidales
- Juglandales
- Leitneriales
- Myricales
- Urticales